# Aliz gloucesteri hercegné
Aliz gloucesteri hercegné (London, 1901. december 25. – London, 2004. október 29.; lánykori neve Alice Christabel Montagu Douglas Scott) a brit királyi család, a Windsor-ház tagja volt házassága révén. Férje Henrik gloucesteri herceg volt, V. György brit király és Mária királyné harmadik fia volt.
Aliz hercegné házassága révén a néhai brit uralkodó, II. Erzsébet brit királynő nagynénje lett. Apai nagybátyja, Sir Herbert Andrew Montagu Douglas Scott révén unokatestvére volt Marian Louisa Montagu Douglas Scott, Sára yorki hercegné nagyanyja. Aliz hercegné unokahúga Alexandra kenti hercegnő, aki egyik keresztnevét (Christabel) Aliz tiszteletére kapta.

## Ifjúkora
Aliz 1901. december 25-én született a londoni Montagu House-ban, családja londoni rezidenciáján. Szülei John Montagu Douglas Scott, Buccleuch és Queensberry hercege és Lady Margaret Bridgeman. Apja révén II. Károly angol király közvetlen (bár nem törvényes) leszármazottja. Fiatalkora nagy részét a család angliai és skóciai birtokain töltötte, tanulmányait a St James’s School for Girls lányiskolában végezte.

## Házassága
Alizt 1935 augusztusában jegyezte el Henrik gloucesteri herceg, V. György brit király és Teck Mária brit királyné harmadik fia és decemberben, a Buckingham-palota kápolnájában tartották esküvőjüket. A pár eredetileg egy fényes esküvőt tervezett a westminsteri apátsági templomban, de 1935. október 19-én Aliz apja meghalt, ezt és V. György egészségi állapotát figyelembe véve inkább egy szűkkörű ceremóniát tartottak. Koszorúslánya nővére, Lady Angela Scott, unokatestvérei Lady Elizabeth Scott, Miss Clare Phipps, Miss Anne Hawkins, férjének unokatestvérei, Erzsébet hercegnő és Margit hercegnő, unokatestvére Miss Moyra Scott és férje unokatestvére, Lady Mary Cambridge voltak.
Kezdetben a herceg és a hercegné Aldershotban laktak, ahol a herceg éppen a brit hadsereg vezérkari tanfolyamát végezte.
1936-ban, V. György halálát és VIII. Eduárd lemondását követően Henrik hercegnek le kellett szerelnie a hadseregből, hogy testvére koronázását követően eleget tudjon tenni hivatalos kötelezettségeinek. A pár ekkor megkapta a londoni St James’s-palota York-házát mint hivatalos rezidenciát. 1938-ban vásárolták meg Northamptonshire-ben Barnwell Manort, ami azóta is a család hivatalos vidéki rezidenciája.
Henrik hercegnek és Aliz hercegnének két gyermeke született
- Vilmos (1941. december 18. – 1972. augusztus 28.)
- Richárd herceg (1944. augusztus 26.)

## Henrik, Gloucester 1. hercege leszármazottai
A hercegi cím örököse az „Ulster górfja“ címet, az örökös örököse a „Lord Culloden“ címet viseli. A herceg címet nem viselő fiát Lord, a lányát Lady cím illeti, ahogy ezt feltüntettük. A nem hercegi apától való leszármazottak nem viselnek Lord vagy Lady címet.
- V. György brit király (1865. június 3. – 1936. január 20.) Felesége: Teck Mária
  - VIII. Eduárd brit király
  - VI. György brit király
  - Mária brit királyi hercegnő
  - Henrik Gloucester 1. hercege (1900. március 31. - 1974. június 10.) Felesége: Alice Christabel Montagu Douglas Scott
    - Vilmos királyi herceg (1941. december 18. – 1972. augusztus 28.)[9]
    - Richárd Gloucester 2. hercege (1944, augusztus 26. – ) Felesége: Birgitte van Deurs (1946–)
      - Alexander Windsor, Ulster grófja (1974. október 24. Felesége: Claire Booth (1977–)
        - Xan Windsor, Lord Culloden (2007. március 12.–)
        - Lady Cosima Windsor (2010–)

      - Lady Davina Windsor (1977–) Férje: Gary Lewis
        - Senna Lewis (2010–)
        - Tāne Lewis (2012–)

      - Lady Rose Windsor (1980–) Férje: George Gilman
        - Lyla Gilman (2010–)
        - Rufus Gilman (2012–)

  - György kenti herceg
    - innen lásd Kent hercege

  - János brit királyi herceg

## Tevékenysége

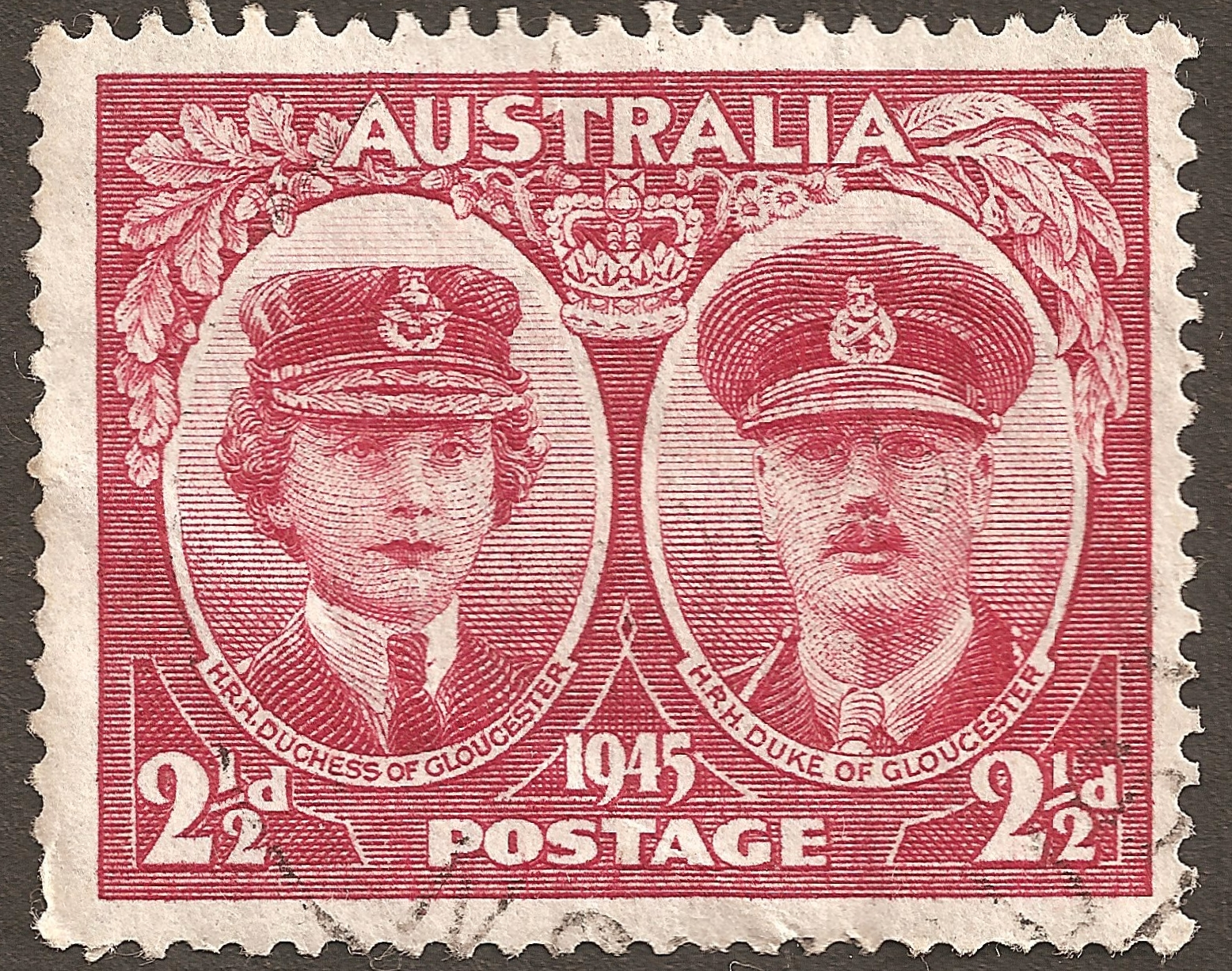
Aliz hercegné és férje, Henrik herceg egy 1945-ös ausztrál bélyegen.

VI. György brit király trónra lépését követően a hercegi pár rengeteget utazott hivatalos feladataik ellátása érdekében. A második világháború alatt Henrik herceg a brit hadseregben teljesített szolgálatot, míg Aliz hercegné a Nemzetközi Vöröskereszt és a Szt. János-rend munkatársa lett. 1940-ben a női kisegítő légierő (Women's Auxiliary Air Force, WAAF) vezetője lett, a háború után kinevezték a WAAF tiszteletbeli parancsnokává és 1990-ben tiszteletbeli légimarsall lett. Emellett Erzsébet királyné, V. György hitvesének helyettese volt, aki a Királyi Ápolóhadtest parancsnoka volt.
1945 és 1947 között Canberrában éltek, mivel Henrik herceget kinevezték Ausztrália brit főkormányzójává.
Aliz hercegnőt a brit és nemzetközösségi fegyveres erők tucatnyi alakulata választotta tiszteletbeli parancsnokának vagy parancsnokhelyettesének, többek között a Király Saját Skót Határőrezrede, a Northamptonshire Ezred, a 2. Kelet-Angliai Ezred, a Királyi Angol Ezred, a Gloucester Hercegnéje Saját Lincolnshire és Northamptonshire Ezred, a Királyi Huszárezred, illetve a Királyi Ír Lovascsendőrezred.
1975-ben Aliz hercegnő lett az első nő, aki megkapta a brit Bath-rend nagykeresztjét. 1981-ben The Memoirs of Princess Alice, Duchess of Gloucester („Aliz hercegnő gloucester hercegné emlékiratai”) címmel adta ki önéletrajzát. 1991-ben jelent meg a második, átdolgozott kiadás Memories of Ninety Years („Kilencven év emlékei”) címmel.
1994-ben Richárd hercegnek pénzügyi nehézségek miatt bérbe kellett adnia Barnwell Manort és Aliz hercegnő a Kensington-palotába költözött, ahol Richárddal és Birgittével élt egy fedél alatt. 1999 után, megromlott egészségi állapota miatt, már nem vett részt több hivatalos eseményen.
2001 decemberében a királyi család ünnepséget rendezett Aliz hercegnő 100. születésnapjának tiszteletére. Ezen a rendezvényen jelent meg utoljára a nyilvánosság előtt Aliz (és Margit hercegnő, II. Erzsébet húga, aki 2002. február 9-én halt meg). Miután 2002 márciusában meghalt Erzsébet anyakirályné, Aliz hercegnő lett a királyi család legidősebb tagja.
Aliz hercegnő 2004. október 29-én, álmában halt meg a Kensington-palotában. Temetésére november 5-én került sor, a szertartást a windsori kastély kápolnájában végezték, az elhunytat a Frogmore Királyi Mauzóleumban helyezték nyugovóra.

## Címei, kitüntetései
1974. június 10-én meghalt Henrik herceg, utóda második fia, Richárd herceg lett. Ekkor Aliz engedélyt kért és kapott unokatestvérétől, II. Erzsébet királynőtől, hogy az ilyenkor szokásos „Ő királyi fensége Gloucester hercegének özvegye” cím helyett „Ő királyi fensége Aliz hercegnő, Gloucester hercegnéje” címet használhassa. A gloucesteri hercegné címet ekkor Richárd felesége, Brigitta gloucesteri hercegné használta.
Bár születése jogán nem volt brit királyi hercegnő, de mivel V. György brit király közvetlen fiúági leszármazottjával kötött házasságot, használhatta az „Aliz hercegnő” nevet.
Címei
- 1901. december 25. – 1935. november 6-ig: Lady Alice Montagu Douglas Scott
- 1935. november 6. – 1974. június 10-ig: Ő királyi fensége Aliz gloucesteri hercegné
- 1974. június 10. – 2004. október 29-ig: Ő királyi fensége Aliz hercegnő, gloucesteri hercegné

Brit kitüntetései 

Aliz hercegnő személyes címere

- GCB: A Bath-rend nagykeresztes dámája, 1975
- CI: Az India Koronája Rend tagja, 1937[11]
- GCVO: A Királyi Viktória Rend nagykeresztes dámája, 1948
- GBE: A Brit Birodalom Rendjének nagykeresztes dámája, 1937
- GCStJ: A Szt. János-rend nagykeresztes dámája, 1936
- V. György Királyi Családi Rend, 1935
- VI. György Királyi Családi Rend, 1937
- II. Erzsébet Királyi Családi Rend, 1952

Külföldi kitüntetései
- A Román Koronarend nagykeresztje, 1938
- A Nishan al-Kamal rend nagykeresztje, 1950
- Sába Királynője Rend nagykeresztje, 1958

## Kapcsolódó kiadványok
- Ronald Allison and Sarah Riddell, eds., The Royal Encyclopedia (London: Macmillan, 1991), ISBN 0-333-53810-2.
- Marlene A. Eilers, Queen Victoria's Descendants (New York: Atlantic International Publishing, 1987), ISBN 91-630-5964-9.
- Princess Alice, Duchess of Gloucester, The Memoirs of Princess Alice, Duchess of Gloucester (London: Collins, 1983), ISBN 0-00-216646-1.
- Princess Alice, Duchess of Gloucester, Memories of Ninety Years (London: Collins & Brown Ltd, 1991), ISBN 1-85585-048-6.

## Külső hivatkozások
- Hivatalos életrajza (angolul)
- The Titular Dignity of Prince in the British Royal Family since 1714 (angolul)
- BBC News gyászjelentés (angolul)
- Regiments.org listing (angolul)
- Aliz hercegnő vízre bocsátja a Brit Királyi Haditengerészet egyik hajóját Devonport kikötőben. YouTube